# Trent Klatt
Trent Thomas Klatt, född 30 januari 1971, är en amerikansk ishockeytränare och före detta professionell ishockeyforward som tillbringade 13 säsonger i den nordamerikanska ishockeyligan National Hockey League (NHL), där han spelade för ishockeyorganisationerna Minnesota North Stars, Dallas Stars, Philadelphia Flyers, Vancouver Canucks och Los Angeles Kings. Han producerade 343 poäng (143 mål och 200 assists) samt drog på sig 307 utvisningsminuter på 782 grundspelsmatcher. Klatt spelade även på lägre nivåer för Syracuse Crunch i American Hockey League (AHL), Kalamazoo Wings/Michigan K-Wings i International Hockey League (IHL) och Minnesota Golden Gophers (University of Minnesota) i National Collegiate Athletic Association (NCAA).
Han draftades i fjärde rundan i 1989 års draft av Washington Capitals som 82:a spelare totalt.
Klatt är svåger till ishockeyspelaren Ken Gernander som spelade tolv matcher i NHL. Under en slutspelsmatch för säsongen 1996–1997 tacklade Klatt Gernander så illa att Gernander åkte på hjärnskakning och ådrog sig en axelskada. Klatt ringde honom dock dagen därpå och bad om ursäkt för det som hände. Efter den aktiva spelarkarriären har han arbetat för New York Islanders som utvecklingstränare, chef för talangscouter med beteckningen amatörscouter (de scoutar unga spelare som inte har några NHL-kontrakt) och själv en amatörscout samtidigt som han tränade skollaget Grand Rapids Thunderhawks från Grand Rapids High School i Grand Rapids i Minnesota.

## Statistik
| 1986–1987   | Osseo High School        |             | 22  | 9   | 27  | 36  | —   | —  | —  | — | —  | —  |
| 1987–1988   | Osseo High School        |             | 22  | 19  | 17  | 36  | —   | —  | —  | — | —  | —  |
| 1988–1989   | Osseo High School        |             | 22  | 24  | 39  | 63  | —   | —  | —  | — | —  | —  |
| 1989–1990   | Minnesota Golden Gophers | NCAA        | 38  | 22  | 14  | 36  | 16  | —  | —  | — | —  | —  |
| 1990–1991   | Minnesota Golden Gophers | NCAA        | 39  | 16  | 28  | 44  | 58  | —  | —  | — | —  | —  |
| 1991–1992   | Minnesota North Stars    | NHL         | 1   | 0   | 0   | 0   | 0   | 6  | 0  | 0 | 0  | 2  |
|             | Minnesota Golden Gophers | NCAA        | 44  | 30  | 36  | 66  | 78  | —  | —  | — | —  | —  |
| 1992–1993   | Minnesota North Stars    | NHL         | 47  | 4   | 19  | 23  | 38  | —  | —  | — | —  | —  |
|             | Kalamazoo Wings          | IHL         | 31  | 8   | 11  | 19  | 18  | —  | —  | — | —  | —  |
| 1993–1994   | Dallas Stars             | NHL         | 61  | 14  | 24  | 38  | 30  | 9  | 2  | 1 | 3  | 4  |
|             | Kalamazoo Wings          | IHL         | 6   | 3   | 2   | 5   | 4   | —  | —  | — | —  | —  |
| 1994–1995   | Dallas Stars             | NHL         | 47  | 12  | 10  | 22  | 26  | 5  | 1  | 0 | 1  | 0  |
| 1995–1996   | Dallas Stars             | NHL         | 22  | 4   | 4   | 8   | 23  | —  | —  | — | —  | —  |
|             | Michigan K-Wings         | IHL         | 2   | 1   | 2   | 3   | 5   | —  | —  | — | —  | —  |
|             | Philadelphia Flyers      | NHL         | 49  | 3   | 8   | 11  | 21  | 12 | 4  | 1 | 5  | 0  |
| 1996–1997   | Philadelphia Flyers      | NHL         | 76  | 24  | 21  | 45  | 20  | 19 | 4  | 3 | 7  | 12 |
| 1997–1998   | Philadelphia Flyers      | NHL         | 82  | 14  | 28  | 42  | 16  | 5  | 0  | 0 | 0  | 0  |
| 1998–1999   | Philadelphia Flyers      | NHL         | 2   | 0   | 0   | 0   | 0   | —  | —  | — | —  | —  |
|             | Vancouver Canucks        | NHL         | 73  | 4   | 10  | 14  | 12  | —  | —  | — | —  | —  |
| 1999–2000   | Vancouver Canucks        | NHL         | 47  | 10  | 10  | 20  | 26  | —  | —  | — | —  | —  |
|             | Syracuse Crunch          | AHL         | 24  | 13  | 10  | 23  | 6   | —  | —  | — | —  | —  |
| 2000–2001   | Vancouver Canucks        | NHL         | 77  | 13  | 20  | 33  | 31  | 4  | 3  | 0 | 3  | 0  |
| 2001–2002   | Vancouver Canucks        | NHL         | 34  | 8   | 7   | 15  | 10  | —  | —  | — | —  | —  |
| 2002–2003   | Vancouver Canucks        | NHL         | 82  | 16  | 13  | 29  | 8   | 14 | 2  | 4 | 6  | 2  |
| 2003–2004   | Los Angeles Kings        | NHL         | 82  | 17  | 26  | 43  | 46  | —  | —  | — | —  | —  |
| NHL totalt  | NHL totalt               | NHL totalt  | 782 | 143 | 200 | 343 | 307 | 74 | 16 | 9 | 25 | 20 |
| IHL totalt  | IHL totalt               | IHL totalt  | 39  | 12  | 15  | 27  | 27  | —  | —  | — | —  | —  |
| NCAA totalt | NCAA totalt              | NCAA totalt | 121 | 68  | 78  | 146 | 152 | —  | —  | — | —  | —  |

### Internationellt
| Källa:        | Källa:        | Källa:        |         | Utv = Utvisningsminuter | Utv = Utvisningsminuter | Utv = Utvisningsminuter | Utv = Utvisningsminuter | Utv = Utvisningsminuter |
| År            | Lag           | Mästerskap    | Matcher | Mål                     | Assists                 | Poäng                   | Utv                     |                         |
| ------------- | ------------- | ------------- | ------- | ----------------------- | ----------------------- | ----------------------- | ----------------------- | ----------------------- |
| 1991          | USA           | JVM           | 7       | 1                       | 1                       | 2                       | 2                       |                         |
| 1999          | USA           | VM            | 6       | 3                       | 0                       | 3                       | 0                       |                         |
| Junior totalt | Junior totalt | Junior totalt | 7       | 1                       | 1                       | 2                       | 2                       |                         |
| Senior totalt | Senior totalt | Senior totalt | 6       | 3                       | 0                       | 3                       | 0                       |                         |